# Heringskartoffeln
Heringskartoffeln sind ein klassisches Auflaufgericht der schwedischen sowie der niederländischen und rheinischen Küche. Es handelt sich um einen geschichteten Kartoffelauflauf mit Salzheringen, häufig Matjes, oder Bismarckheringen. Es gibt verschiedene Rezepte für Heringskartoffeln, bei denen jedoch immer Kartoffeln und Heringe als Grundzutaten genutzt werden.

## Zubereitung
Für die Zubereitung des Auflaufs werden in Scheiben geschnittene Pellkartoffeln oder dünn geschnittene rohe Kartoffeln mit den abgespülten Heringen in einer gefetteten und mit Paniermehl ausgestreuten Auflaufform geschichtet, wobei die Kartoffeln in der Regel die unterste und die oberste Schicht bilden. Über den Auflauf wird in der Regel eine Fleischbrühe oder eine Sauce mit Milch, Sahne und Käse oder auch Eigelb gegeben. Bei einzelnen Rezepten wird zudem gekochter oder roher Schinken in die Sauce gegeben, zudem können auch Zwiebelringe oder glasierte Zwiebeln zwischen die Kartoffeln und Heringe geschichtet werden. Obenauf kann nochmals Käse gerieben und Paniermehl gegeben werden, um eine Kruste zu bekommen. Danach wird er im Backofen gratiniert.
Zu den Heringskartoffeln kann eine kalte Sauce aus Schmand und Crème fraîche mit Schnittlauch gereicht werden. In der Regel wird zu den Heringskartoffeln ein grüner Salat gereicht.

## Kultur
Zur Haltbarmachung gesalzene Heringe spielen in den meisten Küchen Nordeuropas eine zentrale Rolle, vor allem in Skandinavien, in Norddeutschland und in den Niederlanden. Aufgrund der Rheinschiffahrt gelangte der holländische Matjes auch in das Rheinland und wurde damit Bestandteil der Rheinischen Küche.

## Belege
1. 1 2 3  „Heringskartoffeln“ In: Barbara Lüdecke: Holländische Küche. 200 Spezialitäten-Rezepte aus den Niederlanden von Barbara Lüdecke Wilhelm Heyne Verlag, München 1971; S. 34.
2. 1 2 3  „Rheinische Heringskartoffeln“ In: Rheinische Küche. Spezialitäten aus der Region KOMET Verlag, Köln, ISBN 978-3-86941-422-5; S. 133.
3. 1 2 3  Schwedische Heringskartoffeln, Rezept bei kuechengoetter.de; abgerufen am 21. September 2019.
4. 1 2  „Gebackene Heringskartoffeln mit Schnittlauchcreme“ In: Rheinische Küche. Spezialitäten aus der Region KOMET Verlag, Köln, ISBN 978-3-86941-422-5; S. 130.
5. ↑  Heringskartoffeln, Rezept bei kochbar.de; abgerufen am 21. September 2019.
6. ↑  Heringskartoffeln aus dem Rohr, Rezept bei koelnreporter.de; abgerufen am 21. September 2019.
7. ↑  Rheinische Heringskartoffeln (Seite nicht mehr abrufbar, festgestellt im Juni 2025. Suche in Webarchiven)  Info: Der Link wurde automatisch als defekt markiert. Bitte prüfe den Link gemäß Anleitung und entferne dann diesen Hinweis., Rezept bei t-online.de; abgerufen am 21. September 2019.